# 17. studenoga
17. studenoga (17. 11.) 321. je dan godine po gregorijanskom kalendaru (322. u prijestupnoj godini).
Do kraja godine imaju još 44 dana.

## Događaji
- 1558. – počinje Elizabetansko doba: kraljicu Mariju I. nasljeđuje njezina polusestra Elizabeta I.
- 1667. – Zametnula se žestoka oružana bitka na potoku Medveščaku između Gradca i Kaptola kad su Kaptolci pokušali urediti svoj dio mosta. Od tad datira ime Krvavi most.[1]
- 1796. – Napoleonski ratovi: bitka kod Arcole – francuske snage potukle Austijance u Italiji
- 1820. – kapetan Nathaniel Palmer postaje prvim Amerikancem koji je vidio Antarktiku (po njemu je nazvan Palmerov poluotok)
- 1839. – premijera Verdijeve prve opere, "Oberto, conte di San Bonifacio" u Milanu
- 1869. – svečana ceremonija u Egiptu povodom otvaranja Sueskog kanala, koji povezuje Sredozemno s Crvenim morem
- 1922. – Mehmed VI., bivši otomanski sultan, odlazi u egzil u Italiju
- 1970. – Program Luna: Sovjetski savez spušta letjelicu Lunohod 1 na Mare Imbrium (More Kiša) na Mjesecu. To je bio prvi robot na daljinsko upravljanje koji je spušten na neko drugo svemirsko tijelo, a spustila ga je letjelica Luna 17.
- 1970. – Douglas Engelbart patentira prvi kompjuterski miš
- 1973. – afera Watergate: predsjednik Richard Nixon je pred 400 Associated novinara izjavio "Nisam lopov."
- 1973. – studentski nemiri zbog vojničkog režima u Ateni, Grčka
- 1992. – U auli Rektorata Sveučilišta u Zagrebu službeno je puštena u rad hrvatska akademska i istraživačka računalno komunikacijska mreža, zasnovana na IP protokolu i njezina poveznica na globalnu mrežu Internet. Ovo se službeno smatra danom kad je Internet zaživio u Hrvatskoj. Projekt je 1991. godine pokrenulo Ministarstvo znanosti, tehnologije i informatike RH.
- 1993. – Annie Proulx dobiva nagradu National Book Award za svoj roman "The Shipping News"
- 1997. – u Luxoru, Egipat, 6 militanata je ubilo 62 ljudi ispred hrama Hatšepsut
- 2000. – katastrofalno kliženje tla u Logu pod Mangartom, u Sloveniji, poginulo je 7 osoba, a šteta je iznosila milijune slovenskih tolara. To je jedna od najgorih prirodnih katastrofa u Sloveniji u posljednjih 100 godina.
- 2000. – Alberto Fujimori je svrgnut s položaja predsjednika Perua
- 2003. – Arnold Schwarzenegger postaje Guvernerom Kalifornije
- 2012. – osnovan Most.
- 2024. - otvorena je kapela Krista Kralja mučenika na Memorijalnom groblju žrtava Domovinskog rata u Vukovaru.

| - 9. – Vespazijan, rimski car († 79.) - 1494. – Giovanni Pico della Mirandola, talijanski humanist († 1463.) - 1503. – Agnolo Bronzino, talijanski slikar († 1572.) - 1576. – Roque Gonzales, paragvajski misionar († 1628.) - 1587. – Joost van den Vondel, nizozemski pjesnik († 1679.) - 1717. – Jean le Rond d'Alembert, francuski matematičar († 1783.) - 1755. – Luj XVIII., francuski kralj († 1824.) - 1790. – August Ferdinand Möbius, njemački matematičar († 1868.) - 1793. – Sir Charles Lock Eastlake, engleski slikar († 1865.) - 1816. – August Wilhelm Ambros, austrijski skladatelj († 1876.) - 1857. – Celestin Medović, hrvatski slikar († 1920.) - 1857. – Joseph Babiński, poljsko-francuski neurolog († 1932.) - 1868. – Korbinian Brodmann, njemački neurolog († 1918.) - 1886. – Janko Polić Kamov, hrvatski književnik († 1910.) - 1887. – Bernard Montgomery, britanski general († 1976.) - 1895. – Gregorio López y Fuentes, meksički pisac († 1966.) - 1895. – Mihail Bahtin, ruski filozof i teoretičar književnosti († 1975.) - 1896. – Lev Vygotsky, ruski psiholog († 1934.) - 1901. – Lee Strasberg, austrijski redatelj († 1982.) - 1902. – Eugene Wigner, mađarski fizičar, († 1995.) - 1904. – Isamu Noguchi, američki kipar († 1988.) - 1905. – Astrid, belgijska kraljica († 1935.) - 1906. – Soichiro Honda, japanski konstruktor automobila († 1992.) - 1925. – Rock Hudson, američki glumac († 1985.) - 1936. – Dalia Rabikovich, izraelska pjesnikinja († 2005.) - 1937. – Peter Cook, engleski komičar i satiričar († 1995.) - 1939. – Auberon Waugh, britanski književnik († 2001.) - 1942. – Martin Scorsese, američki filmski redatelj - 1943. – Lauren Hutton, američka glumica - 1944. – Danny DeVito, američki glumac - 1944. – Rem Koolhaas, nizozemski arhitekt - 1952. – Ivan Bedi, hrvatski nogometaš i trener - 1965. – Goran Grgić, hrvatski glumac - 1966. – Jeff Buckley, američki pjevač i gitarist - 1966. – Sophie Marceau, francuska glumica - 1973. – Alexei Urmanov, ruski klizač - 1977. – Ryk Neethling, južnoafrički plivač - 1978. – Reggie Wayne, igrač američkog nogometa - 1999. – Ivan Šapina, hrvatski taekwondoaš | - 375. – Valentinijan I., rimski car (* 321.) - 641. – Jomei, japanski car (* 593.) - 1231. – Sveta Elizabeta Ugarska, katolička svetica (* 1207.) - 1494. – Giovanni Pico della Mirandola, talijanski filozof (* 1463.) - 1558. – Marija I. Krvava, engleska kraljica (* 1516.) - 1648. – Thomas Ford, engleski skladatelj - 1708. – Ludolf Backhuysen, nizozemski slikar (* 1631.) - 1747. – Alain-René Lesage, francuski pisac (* 1668.) - 1776. – James Ferguson, škotski astronom (* 1710.) - 1796. – Katarina II. Velika, ruska carica († 1729.) - 1858. – Robert Owen, britanski društveni reformator,industrijalac i jedan od osnivača utopijskog socijalizma († 1771.) - 1917. – Auguste Rodin, francuski kipar (* 1840.) - 1938. – Ante Trumbić, hrvatski političar (* 1864.) - 1940. – Eric Gill, engleski kipar i pisac (* 1882.) - 1945. – Dominik Barač, hrvatski dominikanac, sociolog (* 1912.) - 1959. – Heitor Villa-Lobos, brazilski skladatelj (* 1887.) - 1968. – Mervyn Peake, britanski pisac i ilustrator (* 1911.) - 1982. – Eduard Tubin, estonski skladatelj (* 1905.) - 1989. – Gus Farace, američki gangster (* 1960.) - 1989. – Tom Starcevich, australski vojnik hrv. podrijetla (* 1918.) - 1990. – Robert Hofstadter, američki fizičar (* 1915.) - 2000. – Louis Eugène Félix Néel, francuski fizičar (* 1904.) - 2003. – Don Gibson, američki pjevač (* 1928.) - 2004. – Mikael Ljungberg, švedski hrvač (* 1970.) - 2004. – Alexander Ragulin, ruski hokejaš (* 1941.) - 2006. – Ferenc Puskas, mađarski nogometaš (* 1927.) |

## Blagdani i spomendani
- Međunarodni dan studenata
- Svjetski dan nepušača